# Madeirodula atlantica
Madeirodula atlantica – gatunek chrząszcza z rodziny biedronkowatych i podrodziny Microweiseinae. Jedyny z monotypowego rodzaju Madeirodula i monotypowego plemienia Madeirodulini. Endemit Madery.

## Taksonomia
|  | Madeirodulini |
|  |               |
|  | Carinodulini  |
|  |               |

|  | Serangiini    |
|  |               |
|  | Microweiseini |
|  |               |

|  | Madeirodulini |
|  |               |
|  | Carinodulini  |
|  |               |

|  | Serangiini    |
|  |               |
|  | Microweiseini |
|  |               |

|  | Madeirodulini |
|  |               |
|  | Carinodulini  |
|  |               |

|  | Serangiini    |
|  |               |
|  | Microweiseini |
|  |               |

|  | Madeirodulini |
|  |               |
|  | Carinodulini  |
|  |               |

|  | Serangiini    |
|  |               |
|  | Microweiseini |
|  |               |

Gatunek i rodzaj opisane zostały po raz pierwszy w 2020 roku przez Karola Szawaryna, Jaroslava Větrovca i Wiolettę Tomaszewską na podstawie dwóch okazów samców. Jako miejsce typowe wskazano wybrzeże w okolicy Santa Maria Madalena na Maderze. Nazwa rodzajowa to połączenie wyrazu Madeira z nazwą rodzajową Carinodula. Z kolei epitet gatunkowy oznacza po łacinie „atlantycka”.
Rodzaj Madeirodula umieszczony został w monotypowym plemieniu Madeirodulini. Według analizy filogenetycznej przeprowadzonej przez autorów opisu plemię to zajmuje w obrębie Microweiseinae pozycję siostrzaną dla plemienia Carinodulini.

## Morfologia
Chrząszcz o wydłużonym, spłaszczonym ciele długości 1,8 mm i szerokości 1,05 mm, porośniętym szczecinkami długimi i rozproszonymi oraz bardzo krótkimi i delikatnymi, ubarwionym kasztanowo z jaśniejszymi narządami gębowymi i odnóżami.
Głowa jest poprzeczna. Frontoklipeus jest wokół panewek czułkowych wykrojony i obrębiony listewką. Czułki buduje jedenaście członów, z których trzy ostatnie formują dużą buławkę. Bruzdy podczułkowe są długie i wyraźne. Duże, wyłupiaste oczy złożone są z dużych omatidiów. Podpoliczki mają ujścia gruczołów. Żuwaczki mają dwuzębne wierzchołki, szczęki zaś półkoliste kotwiczki, dołki na dźwigaczach głaszczków (palpiferach), duże żuwki zewnętrzne, małe żuwki wewnętrzne oraz duże, nożowate człony wierzchołkowe głaszczków szczękowych. Warga dolna ma trapezowatą bródkę, głaszczki wargowe o członie drugim dwukrotnie szerszym niż ostatni i krótszy od głaszczków przedbródek. Gula jest podłużna, odgraniczona wyraźnymi szwami gularnymi.
Poprzeczne przedplecze ma nieobrzeżony środek krawędzi przedniej, obrzeżone kąty przednie, wąsko obrzeżone krawędzie boczne i szerzej obrzeżoną krawędź tylną. Powierzchnia przedplecza pokryta jest punktami dwóch różnych rozmiarów. Tarczka ma kształt tak długiego jak szerokiego trójkąta. Pokrywy mają bezładne punktowanie dwojakiego rodzaju oraz wąskie, pozbawione dołków, niekompletne epipleury. Skrzydła tylnej pary są dobrze wykształcone. Przedpiersie ma bocznie rozszerzony płat nakrywający narządy gębowe oraz równoległoboczny, zaopatrzony w żeberka, na wierzchołku zaokrąglony wyrostek międzybiodrowy. Poprzeczne, płaskie śródpiersie cechuje szereg porów na wyniesionym przednim brzegu. Poprzeczne zapiersie ma kompletne, pośrodku połączone linie udowe, za którymi leżą szeregi porów. Odnóża są smukłe, o lekko nabrzmiałych udach, pozbawionych ostróg wierzchołkowych goleniach, trójczłonowych stopach i zaopatrzonych w duży, prostokątny ząb nasadowy pazurkach.
Odwłok ma sześć widocznych na spodzie sternitów (wentrytów), z których pierwszy jest tak długi jak trzy następne razem wzięte i zaopatrzony w niepełne i dochodzące do tylnej krawędzi linie udowe, piąty na szczycie ścięty, a szósty zaokrąglony. Genitalia samca mają asymetryczny tegmen, pośrodkowo zrośnięte i krótkim wcięciem na szczycie oddzielone paramery, zredukowany i niesymetryczny płat środkowy fallobazy, krótki i niezmodyfikowany trabes oraz wydłużone i zakrzywione prącie z wyraźną, choć słabo wykształconą kapsułą nasadową.

## Ekologia i występowanie
Gatunek palearktyczny, endemiczny dla Madery w Makaronezji. Jego biologia i ekologia pozostają nieznane. Pora odłowu i duże oczy sugerują, że prowadzi nocny tryb życia.